# اسلام در عمان

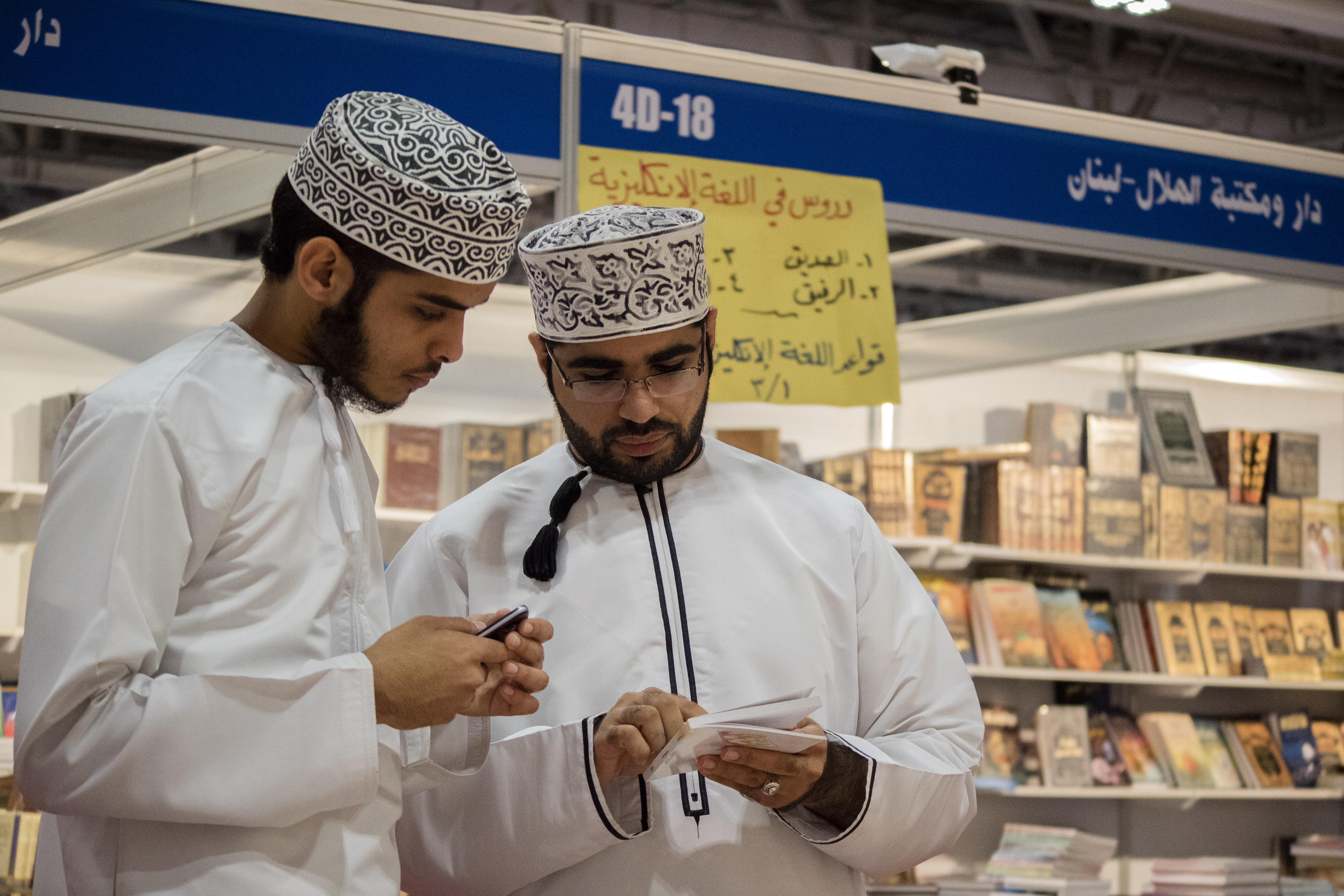
دو جوان عمانی مسلمان در نمایشگاه بین المللی کتاب شهر مسقط پایتخت عمان

اسلام در عمان دین غالب است و تقریباً تمام ساکنان این کشور، مسلمان هستند. ۷۰ درصد مسلمانان این کشور، از فرقه اباضیه هستند و ۲ درصد آنها را شیعیان دوازده امامی شکل داده‌اند. اقلیت شیعیان نزاری نیز در این کشور حضور دارند.

## آمار
تقریباً در کشور عمان، تمام جمعیت کشور، مسلمان هستند و بیش از ۷۰ درصد این مسلمانان، مکتب عبادی عبدالله بن اباض تمیمی را دنبال می‌کنند. (عبدالله بن اباض از خوارج بود که در سال ۶۵۷ میلادی از این فرقه بزرگ اسلام جدا گردید و فرقه نسبتاً معتدل اباضیه را شکل داد؛ این فرقه به مرور زمان گسترش یافت و اکنون به عنوان تنها فرقه باقی مانده از خوارج در کشور عمان طرفداران بسیاری دارد) بنابر آمارها، درصد اباضیان این کشور، ۷۵ درصد کل جمعیت است.

## تاریخ و فرقه‌ها

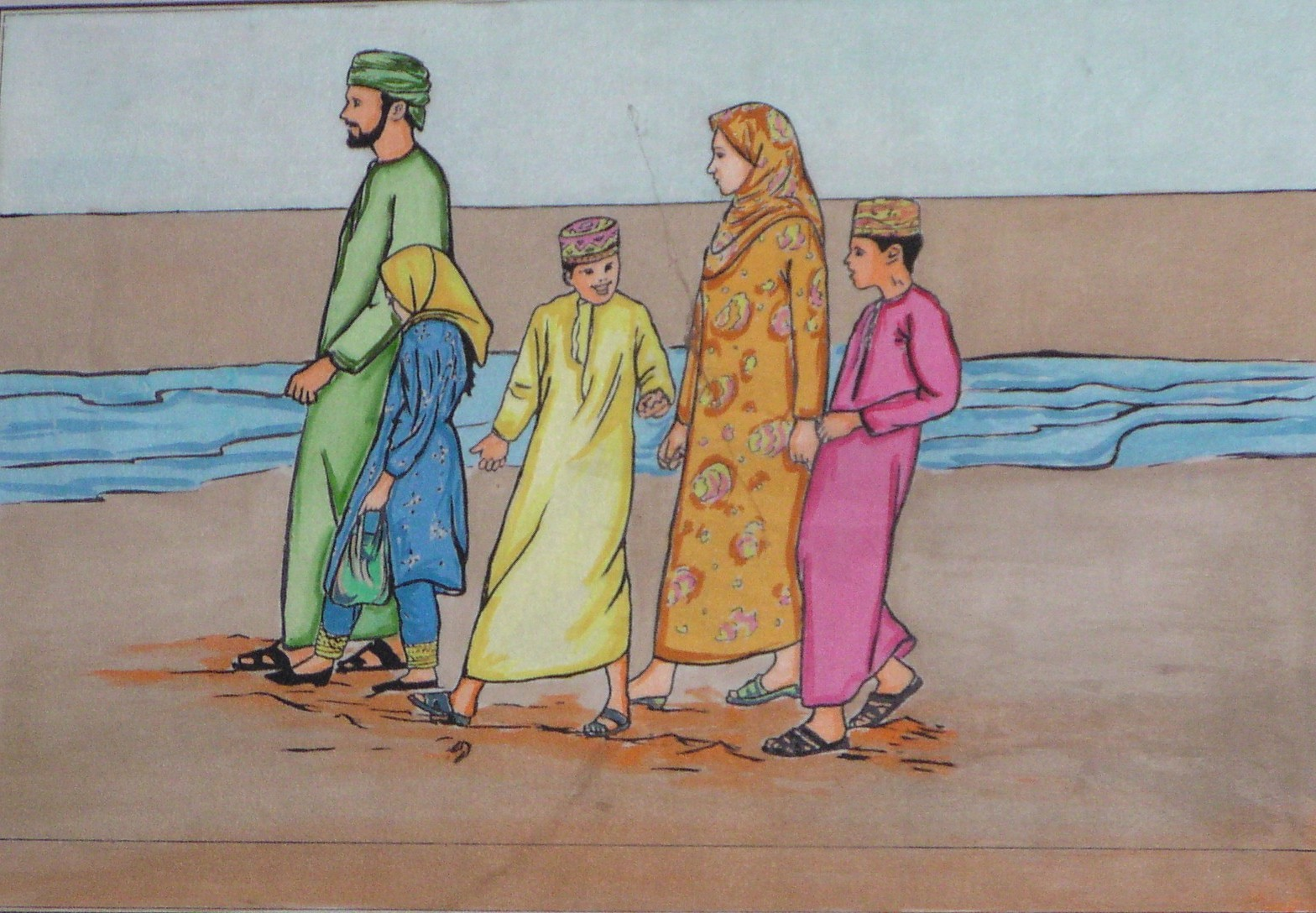
یک خانوده مسلمان عمانی

اسلام در همان سالهای پیدایش خود، به عمان وارد شد. در این خصوص پیامبر اسلام پس از صلح حدیبیه، عمرو بن عاص را به این منطقه فرستاد تا تبلیغ اسلام نماید. پس از آنکه دعوت اسلام به منطقه عمان رسید، حاکمان منطقه اسلام را پذیرفت و به این ترتیب عمان در همان سالهای ابتدایی اسلام، منطقه‌ای مسلمان شد. اباضیان پس از آنکه مجبور به ترک عراق شدند، از بصره در کشور عراق گریخته و به این منطقه وارد شدند. بخشی از این کشور که به ظفار مشهور است، در زمینه انتشار اسلام ضعیف بوده و اهالی این منطقه، دینی غیر از اسلام (سنی، اباضی و شیعی) دارند و حتی به زبان عربی با گویش قدیمی سخن می‌گویند که پیش از اسلام در مناطق عرب نشین مرسوم بوده‌است. با وجود اختلافات فرقه‌ای در این کشور، فرقه‌های مختلف کمتر با هم برخورد داشته و تنشی با هم ندارند. مسیحیان و یهودیان در طول تاریخ، امکان انجام دادن آئین‌های خود را به صورت آشکارا داشتند و احترام به مسیحیان از جانب اهالی این فرقه (اباضیه) در منطقه، همواره رعایت می‌شده‌است. به گونه‌ای که رهبران مسیحی، مورد احترام مسلمانان شناخته می‌شدند.

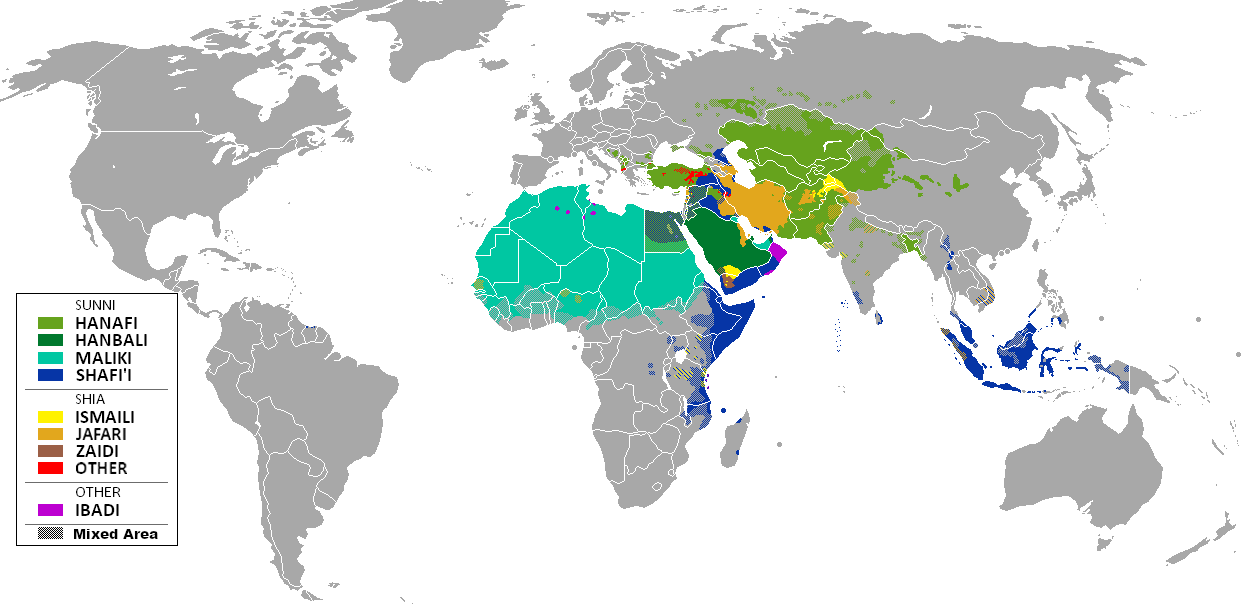
اباضیه عمدتاً در عمان، زنگبار، تونس، الجزایر و لیبی ساکنند.

### اباضیه
اباضیان، از جمله اولین مسلمانان حاضر در عمان بودند. این کشور، تنها کشور مسلمانی است که اباضیان در آن اکثریت هستند و حتی پادشاه کشور نیز به این فرقه باور دارد. این فرقه، از جهت ریاضت‌ها و خلوص‌گرایی، در نگرش اهالی این منطقه بر اسلام تاثیر گذاشته‌است و به همین جهت مساجد در کشور عمان، به صورت بسیار ساده طراحی و ساخته می‌شوند. این مساجد تقریباً بدون هیچگونه تزئینی (به جز اطراف پنجره‌ها) طراحی شده‌اند و غالباً فاقد مناره‌ی معمول در سایر بلاد اسلامی هستند. ابن بطوطه، کاشف و جهانگرد مراکشی، در خصوص مساجد عمانی، این بناها را در کشور عمان به صفت پاکیزگی توصیف کرده و می‌نویسد برخلاف رسوم سایر مساجد بلاد اسلامی که برای صرف غذا به مسجد می‌آمدند، در عمان، مردم خود غذای خویش را به مسجد می‌آوردند. قوانین شریعت در این کشور در ملا عام و برخی اوقات مخفیانه و با شدت اجرا می‌گردد.

### شیعه
شیعیان در منطقه عمان، حدود ۲ درصد از جمعیت کل این کشور را شامل می‌شوند و غالباً در امتداد سواحل الباطنه و مسقط ساکن هستند. ذر منطقه مسقط، حداقل هفت مسجد شیعی وجود دارد که شیعیان دوازده‌امامی از آن استفاده می‌نمایند. در این کشور یک جامعه اقلیت شیعی نزاری از فرقه‌های اسماعیلیه نیز حضور دارند.